# Elena Belmont
Elena Lucas de Belmont (Buenos Aires, 15 de mayo de 1916; Rosario, Santa Fe, 5 de marzo de 2005) fue una activista por los derechos humanos argentina, integrante de Madres de la plaza 25 de mayo, de Rosario.

## Breve reseña
Comenzó a trabajar con su hermana desde muy joven,  como docente en un Instituto dependiente del Patronato de Menores, en Villa Elisa, cerca de La Plata compartiendo actividades culturales con su hermano, artista plástico.
Luego en Rosario, se hizo cargo de un Hogar para menores mujeres, al que luego renunció. Trabajó en el barrio San Francisquito con su futuro esposo, el Sr. Belmont. Con él tuvo dos hijos: José y Carlos Alberto.

## Asesinato de su hijo Carlos Alberto Belmont
Carlos Alberto Belmont, nació en Rosario, el 12 de febrero de 1953. Estudiante de Humanidades (Psicología) en la Universidad Nacional de Rosario desde 1971, fue militante de  la Juventud Universitaria Peronista (JUP) y Montoneros. Se desempeñó como Auxiliar de la Secretaría Académica de Psicología. 

Fue asesinado el 21 de septiembre de 1976, en la ciudad de Santa Fe, en el marco de un operativo que tenía como objetivo su secuestro.

Al momento de su muerte tenía 23 años de edad.
El 30 de octubre de 2017 se colocaron en las calles 25 de Mayo e Hipólito Irigoyen de la ciudad de Santa Fe, dos “Baldosas por la Memoria”, en recuerdo de Carlos Alberto Belmont y María Graciela Saur, muertos en el mismo operativo.

## Incluido en lamegacausa
En el año 2012 se elevó a juicio la "megacausa" penal en la que se investigaron durante tres años varios homicidios ocurridos durante la dictadura militar.  La megacausa  –llamada así en virtud de la magnitud de la investigación– surgió de la unificación de 15 expedientes y busca esclarecer los peores crímenes de la dictadura. Hay 14 imputados por los siguientes delitos: 28 homicidios, 14 casos de desaparición forzada, tormentos, secuestros y supresión de identidad. Entre ellos figura Carlos Belmont.

## Madre
Después de esto y a instancias de su amiga Marta Claverie de Hernández se incorporó al grupo de Madres de la Plaza 25 de Mayo. En ese camino se hizo muy amiga de Nelma Jalil y Esperanza Labrador.

## Libro
En 2007 se publicó el libro Todo te sobrevive, que reúne poemas de Elena Lucas de Belmont y Marta Claverie Hernández, ambas madres de la Plaza 25 de Mayo. Los poemas transmiten el dolor de la pérdida, la irrupción en lo íntimo cotidiano de la tragedia colectiva y las formas de la angustia de la soledad y la espera.